# Maladera perniciosa
Maladera perniciosa är en skalbaggsart som beskrevs av Brenske 1898. Maladera perniciosa ingår i släktet Maladera och familjen Melolonthidae. Inga underarter finns listade i Catalogue of Life.